# 鈴木晃二
鈴木 晃二（すずき こうじ、1月6日 - ）は、日本のボーカリスト、シンガーソングライター。ロカビリーバンド、MONKEY TRICKのボーカリスト。現在はソロ・アコースティックライブも行っている。
2016年12月11日、hideのバースデーライブイベント「hide Birthday Party 2016」CLUB CITTA'にソロ弾き語りで出演、八田敦(Ba)、Kiyoshi(Gt)とDEEP楽曲も演奏した。
2018年2月11日、「REI」として池袋・手刀で一夜限りのライブ開催を決定。Vo.REI(ex.EX-ANS)、Gt.YUKI(ex.EX-ANS)、Key.DIE(ex.hide with Spread Beaver)、Ba.黒江和洋、Dr.WING TSUBASA。

## 来歴
1991年1月、DEEPを結成。hideが主宰したヘッドワックスオーガナイゼーションの第一弾契約アーティストとなり、エクスタシーレコードよりアルバム「DEAR ROCKERS」「路地裏と少年」をリリース。1994年9月、アルバム「DO YOU LOVE ME」をweaよりリリース、メジャー・デビュー。
1996年春、DEEP解散。
1997年、1stソロアルバム「膝を抱えたライオン」をイーストウエストジャパンよりリリース。ソロ・ボーカリストとしてメジャー・デビュー。
1999年、NATIVE名義でシングル「新しい国」をリリース。
2001年10月、MONKEY TRICKを結成し、2004年にFire Wall Divisionより1stシングル「捨て子ポスト」、1stアルバム「WELCOME!! 」をリリース、デビュー。
現在は、MONKEY TRICK、ソロアコースティック弾き語りのライブを中心に活動している。

## 作品

### 鈴木晃二ソロ
アルバム
- 膝を抱えたライオン（1997年7月25日、East West、AMCM-4316）
- 僕は自転車でこの海辺を走りたい
  - （1998年11月21日、バンダイ、APCA-247）
  - （2000年7月26日、East West、AMCM-4497）

シングル
- 成長（1998年11月21日、バンダイ、APDA-274）
- プロローグ（2000年7月26日、East West、AMCM-4496）
- 翼のもつ自由（2000年10月18日、SFCD-2）

### NATIVE
シングル
- 新しい国（1999年9月22日、ESTPRESION、EPL-001）

### オムニバス参加
BRAIN DRAIN
- OPERATION“Z”（1992年5月25日、Zazzle Records、UKZZ-1035） 7曲目「Moonlight Sonata」

## バンド歴
- CITY NOISE
- 鈴木バンド
- LIGHT CIDER
- MISTY ROSE
- EX-ANS
- DEEP
- BRAIN DRAIN
- NATIVE
- MONKEY TRICK